# Herent (Vlaams-Brabant)

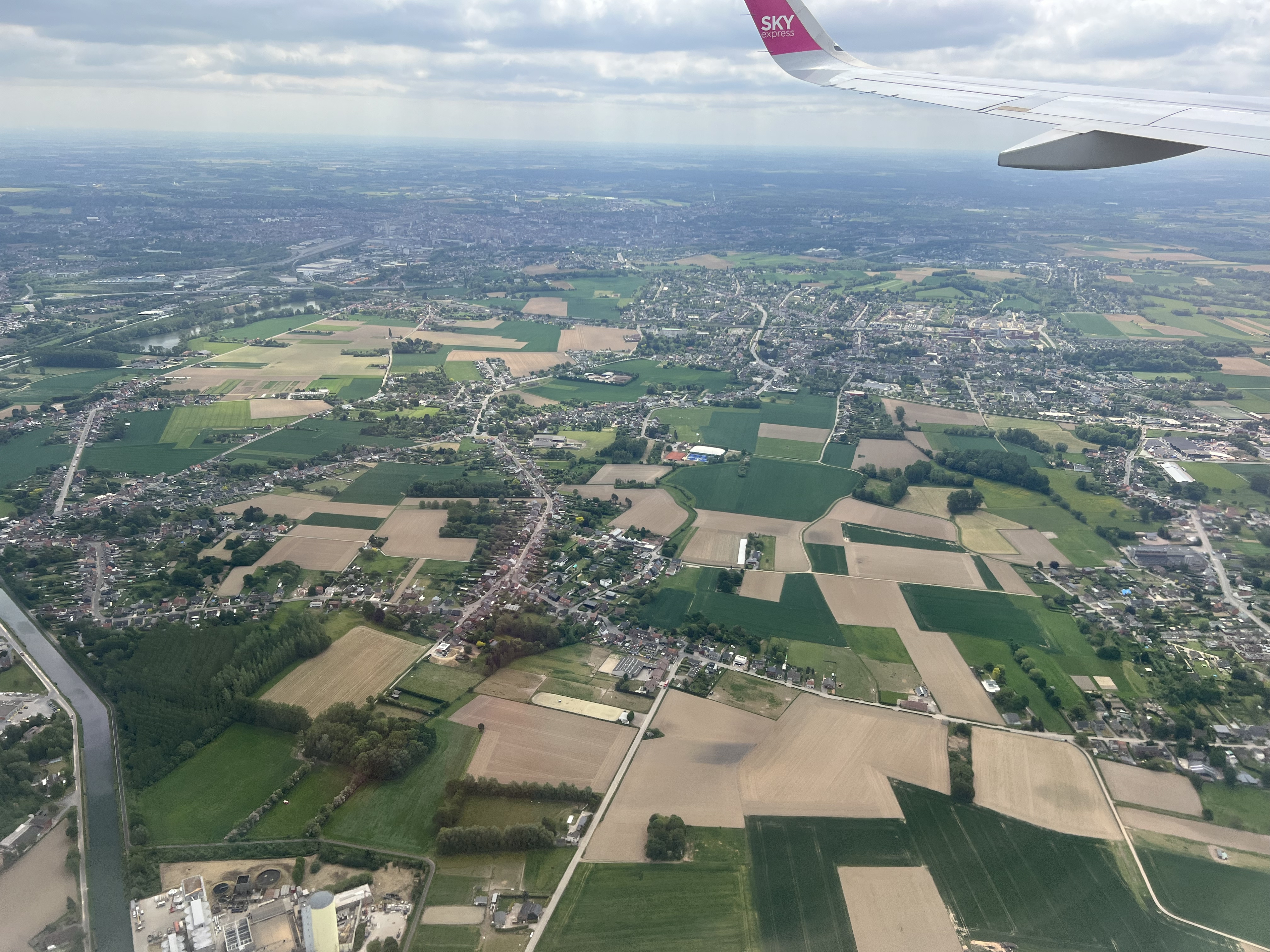
Herent, met dorpscentrum rechts in de achtergrond

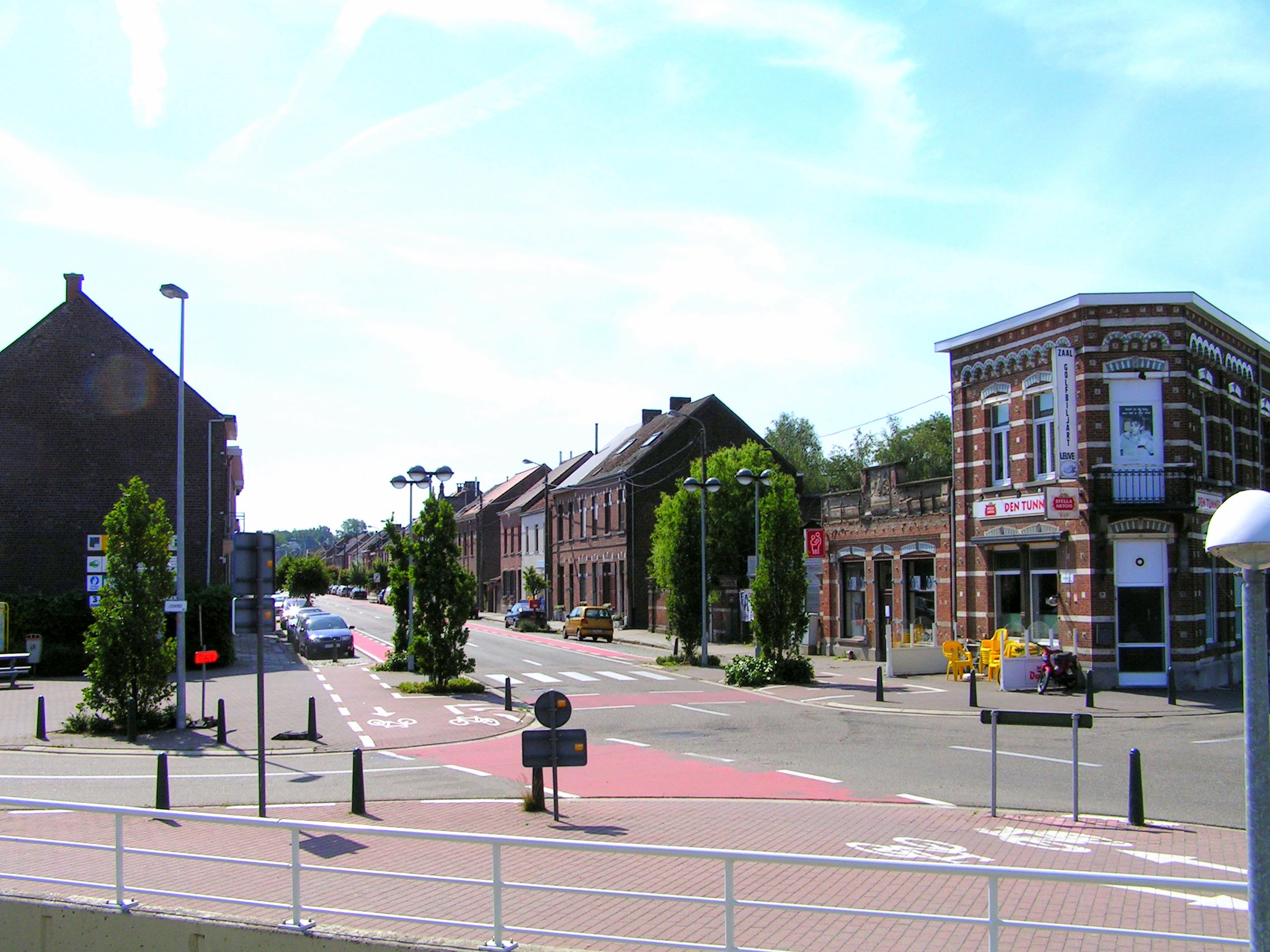
Herent: Mechelsesteenweg ('Bovensteenweg')

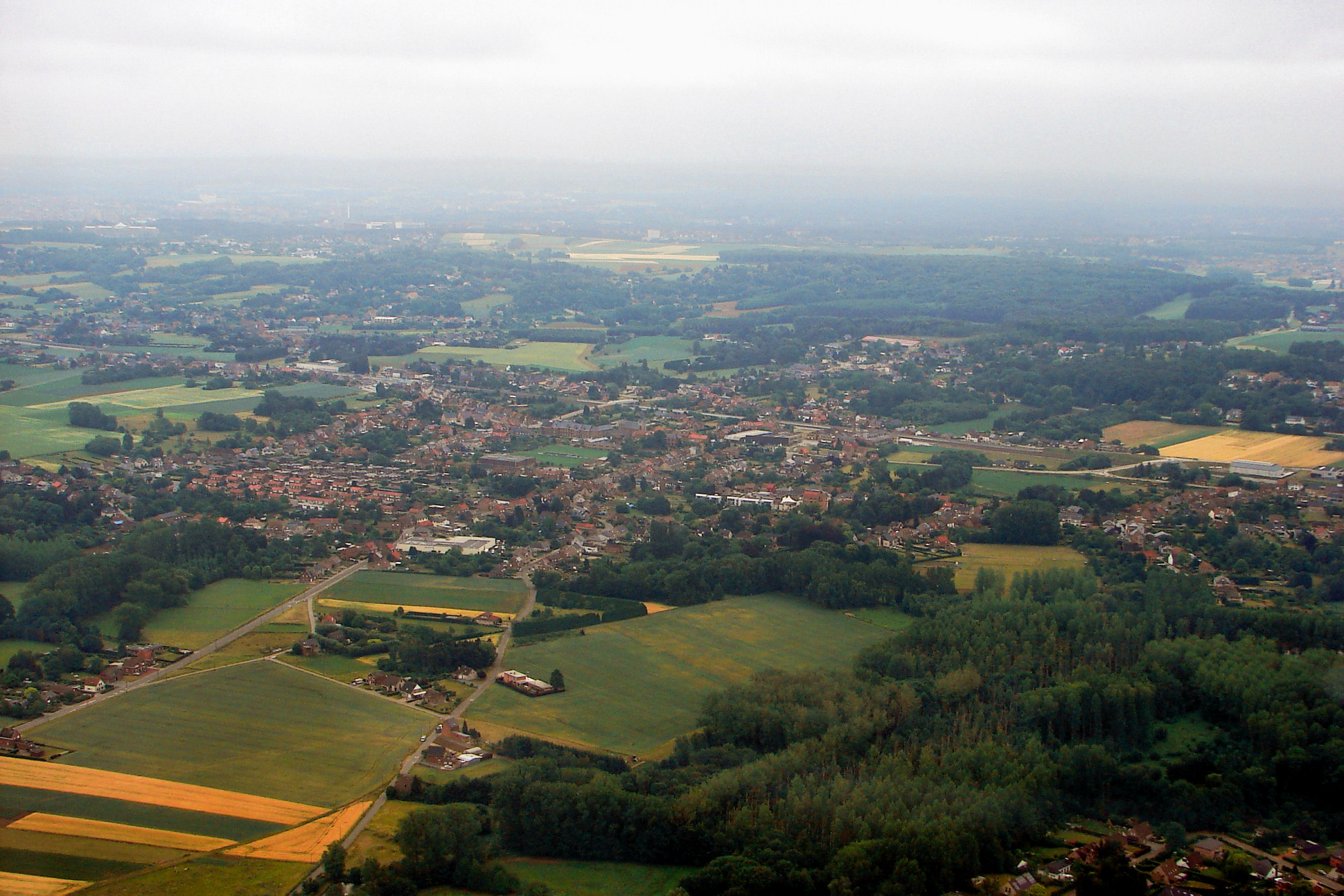
Veltem-Beisem

Herent is een plaats en gemeente in de Belgische provincie Vlaams-Brabant. De gemeente telt ruim 23.114 inwoners (1 januari 2025) en ligt in de landstreek Dijleland.

## Geschiedenis
Herent is zeker vóór de 9de eeuw ontstaan, toen de parochies ingedeeld waren. Herent had in de 13de eeuw reeds eigen schepenen en een eigen zegel.
De meier van Herent oefende rechtspraak en politietoezicht uit. Hij was ook verantwoordelijk voor de dorpen Veltem, Winksele, Tildonk, Korbeek-Dijle en Neerijse. De bestuursvergaderingen vonden plaats in een herberg en de archieven werden bewaard in twee koffers in de toren van de dorpskern.
Administratief hing Herent af van het hertogdom Brabant. De herenfamilies die er door aankoop of erfenis de macht verwierven, heersten er nooit lang.
In 1658 schonk de Spaanse koning Filips IV Herent als baronie aan René van Mol. Op hun beurt erfden de baronnen van Spangen Herent. In 1687 verleende koning Karel II van Spanje hen het recht de naam "van Spangen" aan de naam van de plaats te verbinden. Dit bleef zo tot aan het begin van de Franse Tijd in 1795.
De inwoners leden dikwijls onder de baldadigheden van de krijgsbenden. Als de stad Leuven werd belegerd, gebeurden de aanvallen meestal vanuit Herent. De militaire operaties werden vergemakkelijkt door het geschikte terrein.
Het klooster van Betlehem bood met zijn ruime zalen een uitstekende verblijfplaats voor de militaire staf van de belegeraars. De troepen verbleven tussen de Roeselberg en het dorp. Dit gebeurde voor de veldtochten van Maarten van Rossum in 1543, van Willem de Zwijger in 1572, van de Hertog van Alençon in 1582, van Richelieu en de Prins van Oranje in 1635 en van de Franse troepen in 1694.
Slechts vanaf 1713 kende de omgeving door de Vrede van Utrecht een betrekkelijke rust. Tijdens de opstand van 1830-1831 was er een kleine schermutseling op de Roeselberg. Tijdens de Tiendaagse Veldtocht bezette de Nederlandse tweede divisie onder leiding van Karel Bernhard van Saxen-Weimar de IJzerenberg en de Brusselsesteenweg om zo de ring om Leuven te sluiten in de richting van Brussel. Zie ook Slag bij Leuven (1831).
Tot in 1860 bestond de bevolking van Herent bijna uitsluitend uit landbouwers. In de tweede helft van de 19de eeuw werd de gemeente meer geïndustrialiseerd. Ook gingen mensen buiten de gemeente werken en pendelen naar Brussel, Leuven en Zaventem.
Op 1 januari 1977 werden de deelgemeenten Veltem-Beisem, Winksele en Herent samen de fusiegemeente Herent. Wijgmaal, tot dan een deel van Herent, werd bij Leuven gevoegd. Kelfs (tussen Wijgmaal en Haacht) ging naar Haacht. In een eerder plan met betrekking tot deze fusie zou de gemeente Herent ook bij de stad Leuven gevoegd worden. Hiervan werd uiteindelijk afgezien.

## Geografie

### Kernen
Ruim de helft van de inwoners woont in de hoofdgemeente Herent. De deelgemeenten Winksele en Veltem-Beisem zijn elk goed voor een klein kwart van het aantal inwoners.

#### Tabel
| # | Naam          | Opp. (km²) | Inwoners (2020) | Inwoners per km² | NIS-code |
| - | ------------- | ---------- | --------------- | ---------------- | -------- |
| 1 | Herent        | 12,33      | 12.462          | 1.011            | 24038A   |
| 2 | Veltem-Beisem | 9,74       | 4.752           | 488              | 24038C   |
| 3 | Winksele      | 10,66      | 4.702           | 441              | 24038B   |

### Natuur en landschap
Ten oosten van Herent loopt de Dijle en het Kanaal Leuven-Dijle. Herent ligt nabij de bebouwing van Leuven en kent, met een autosnelweg en een spoorlijn, ook een aanzienlijke infrastructuur en verstedelijking. De hoogte bedraagt 14-82 meter met het hoogste punt ten zuidwesten van de kom.

## Bezienswaardigheden
- Het Kasteel d'Hoogvorst
- De Onze-Lieve-Vrouwekerk
- Het Klooster van Betlehem

## Demografie

### Demografische evolutie deelgemeente voor de fusie
- Bronnen:NIS, Opm:1831 tot en met 1970=volkstellingen, 1976= inwonersaantal op 31 december

### Demografische ontwikkeling van de fusiegemeente
Alle historische gegevens hebben betrekking op de huidige gemeente, inclusief deelgemeenten, zoals ontstaan na de fusie van 1 januari 1977.
- Bronnen:NIS/Statbel, Opm:1831 tot en met 1981=volkstellingen; 1990 en later= inwonertal op 1 januari

| Inwoners van jaar tot jaar op 1 januari 1992 tot heden | Inwoners van jaar tot jaar op 1 januari 1992 tot heden | Inwoners van jaar tot jaar op 1 januari 1992 tot heden |
| jaar                                                   | Aantal                                                 | Evolutie: 1992=index 100                               |
| ------------------------------------------------------ | ------------------------------------------------------ | ------------------------------------------------------ |
| 1992                                                   | 17.673                                                 | 100,0                                                  |
| 1993                                                   | 17.885                                                 | 101,2                                                  |
| 1994                                                   | 18.089                                                 | 102,4                                                  |
| 1995                                                   | 18.318                                                 | 103,6                                                  |
| 1996                                                   | 18.476                                                 | 104,5                                                  |
| 1997                                                   | 18.626                                                 | 105,4                                                  |
| 1998                                                   | 18.670                                                 | 105,6                                                  |
| 1999                                                   | 18.693                                                 | 105,8                                                  |
| 2000                                                   | 18.848                                                 | 106,6                                                  |
| 2001                                                   | 19.017                                                 | 107,6                                                  |
| 2002                                                   | 19.040                                                 | 107,7                                                  |
| 2003                                                   | 19.102                                                 | 108,1                                                  |
| 2004                                                   | 19.123                                                 | 108,2                                                  |
| 2005                                                   | 19.089                                                 | 108,0                                                  |
| 2006                                                   | 19.218                                                 | 108,7                                                  |
| 2007                                                   | 19.395                                                 | 109,7                                                  |
| 2008                                                   | 19.565                                                 | 110,7                                                  |
| 2009                                                   | 19.802                                                 | 112,0                                                  |
| 2010                                                   | 20.030                                                 | 113,3                                                  |
| 2011                                                   | 20.415                                                 | 115,5                                                  |
| 2012                                                   | 20.642                                                 | 116,8                                                  |
| 2013                                                   | 20.800                                                 | 117,7                                                  |
| 2014                                                   | 20.900                                                 | 118,3                                                  |
| 2015                                                   | 21.034                                                 | 119,0                                                  |
| 2016                                                   | 21.213                                                 | 120,0                                                  |
| 2017                                                   | 21.372                                                 | 120,9                                                  |
| 2018                                                   | 21.632                                                 | 122,4                                                  |
| 2019                                                   | 21.682                                                 | 122,7                                                  |
| 2020                                                   | 21.920                                                 | 124,0                                                  |
| 2021                                                   | 22.046                                                 | 124,7                                                  |
| 2022                                                   | 22.430                                                 | 126,9                                                  |
| 2023                                                   | 22.723                                                 | 128,6                                                  |
| 2024                                                   | 23.007                                                 | 130,2                                                  |
| 2025                                                   | 23.081                                                 | 130,6                                                  |

## Mobiliteit
Herent heeft twee spoorwegstations aan de lijn Brussel-Luik (lijn 36), namelijk het station Herent en het station Veltem. Het station Beisem is sinds 1984 opgeheven.

## Politiek

#### 2013-2018
Burgemeester was Marleen Schouteden (N-VA) tot ze de functie overdroeg aan partijgenote Astrid Pollers in februari 2018. Zij leidt een coalitie bestaande uit N-VA, sp.a en CD&V. Samen vormen ze de meerderheid met 17 op 27 zetels.
Op 19 juli 2017 maakte gemeenteraadslid en OCMW-raadslid bij Groen Michel Claeys zijn overstap naar CD&V bekend. Daardoor verruimde de meerderheid naar 18 zetels. CD&V heeft er zes, Groen houdt er nog maar vier over.

#### 2019-2024
Burgemeester Astrid Pollers leidt een coalitie bestaande uit N-VA, CD&V en Open VLD. Realisaties tijdens deze legislatuur waren de nieuwe inbreidingswijk Molenveld (gelegen ten zuiden van de spoorlijn en achter het 'Huis van de Gemeente' De Kouter) en het Sportcentrum Bart Swings, vernoemd naar inline-skater, langebaanschaatser en winnaar van Olympisch goud Bart Swings.

#### 2024-2030
De lijst Pact 3020, een kartel van Vooruit en Groen, werd de grootste partij en vormde een coalitie met CD&V+. Beide partijen vormen een meerderheid van 21 op 27 zetels. Luk Draye (Vooruit) werd burgemeester.

### Resultaten gemeenteraadsverkiezingen sinds 1976
| Partij               | Partij                                       | 10-10-1976 | 10-10-1976 | 10-10-1982 | 10-10-1982 | 9-10-1988 | 9-10-1988 | 9-10-1994 | 9-10-1994 | 8-10-2000 | 8-10-2000 | 8-10-2006 | 8-10-2006 | 14-10-2012 | 14-10-2012 | 14-10-2018 | 14-10-2018 | 13-10-2024 | 13-10-2024 |
| Stemmen / Zetels     | Stemmen / Zetels                             | %          | 13         | %          | 25         | %         | 25        | %         | 25        | %         | 25        | %         | 25        | %          | 27         | %          | 27         | %          | 27         |
| -------------------- | -------------------------------------------- | ---------- | ---------- | ---------- | ---------- | --------- | --------- | --------- | --------- | --------- | --------- | --------- | --------- | ---------- | ---------- | ---------- | ---------- | ---------- | ---------- |
|                      | SP1 / sp.a2/ PACT3020B                       | 22,931     | 3          | 24,671     | 6          | 23,021    | 6         | 17,311    | 4         | 16,091    | 4         | 17,022    | 5         | 16,462     | 4          | 11,72      | 3          | 42,2B      | 12         |
|                      | Agalev1/ Groen2 / PACT3020B                  | -          |            | -          |            | 9,061     | 1         | 9,391     | 2         | 11,391    | 2         | 9,522     | 2         | 16,752     | 5          | 21,32      | 6          | 42,2B      | 12         |
|                      | CVP1/ CD&V2/ CD&V+3                          | 30,261     | 4          | 31,161     | 8          | 31,151    | 9         | 23,791    | 6         | 17,721    | 4         | 16,492    | 4         | 18,382     | 5          | 19,62      | 6          | 30,63      | 9          |
|                      | VU1/ VU&ID2/ WIJ3/ N-VA4                     | 17,371     | 2          | 27,021     | 7          | 27,671    | 8         | 27,371    | 8         | 39,082    | 11        | 33,383    | 10        | 26,124     | 8          | 24,54      | 7          | 16,34      | 4          |
|                      | PVV1/ VLD2/ VLD-CDWA/ VLD-VIVANT3/ Open Vld4 | -          |            | -          |            | 9,091     | 1         | 15,062    | 4         | 15,71A    | 4         | 10,883    | 2         | 9,334      | 2          | 12,54      | 3          | 10,84      | 2          |
|                      | CDW1/ VLD-CDWA                               | -          |            | -          |            | -         |           | 7,071     | 1         | 15,71A    | 4         | 1,391     | 0         | -          |            | -          |            | -          |            |
|                      | Herent 21                                    | -          |            | -          |            | -         |           | -         |           | -         |           | -         |           | 11,04      | 3          | 10,4       | 2          | -          |            |
|                      | Vlaams Belang                                | -          |            | -          |            | -         |           | -         |           | -         |           | 11,32     | 2         | -          |            | -          |            | -          |            |
|                      | GEMBEL                                       | 27,27      | 4          | 17,16      | 4          | -         |           | -         |           | -         |           | -         |           | -          |            | -          |            | -          |            |
| Anderen(*)           | Anderen(*)                                   | 2,17       | 0          | -          |            | -         |           | -         |           | -         |           | -         |           | 1,93       | 0          | -          |            | -          |            |
| Totaal stemmen       | Totaal stemmen                               | 9684       | 9684       | 11185      | 11185      | 12105     | 12105     | 12489     | 12489     | 13255     | 13255     | 13716     | 13716     | 14369      | 14369      | 15393      | 15393      | 11406      | 11406      |
| Opkomst %            | Opkomst %                                    |            |            |            |            | 93,23     | 93,23     | 91,74     | 91,74     | 91,95     | 91,95     | 93,34     | 93,34     | 91,53      | 91,53      | 93,9       | 93,9       | 66,0       | 66,0       |
| Blanco en ongeldig % | Blanco en ongeldig %                         | 3,74       | 3,74       | 5,05       | 5,05       | 5,13      | 5,13      | 4,58      | 4,58      | 5,37      | 5,37      | 3,3       | 3,3       | 3,59       | 3,59       | 4,0        | 4,0        | 1,5        | 1,5        |

De rode cijfers naast de gegevens duiden aan onder welke naam de partijen telkens bij een verkiezing opkwamen.

De zetels van de gevormde coalitie staan vetjes afgedrukt. De grootste partij is in kleur.

(*) 1976: LIB (2,17%) / 2012: LV Herent (1,93%)

## Bekende Herentenaren

### Geboren in Herent
- Dirk Sterckx, politicus
- Edward Van Dijck, wielrenner, winnaar Ronde van Spanje
- Bob Van Bael, televisiemaker
- Ivo Van Damme, hardloper

### Woonachtig in Herent
- Bart Swings, schaatser
- Daan Vekemans, voetballer
- Elias Bracke, badmintonner
- Elien Vekemans, polsstokspringster
- Eonel, alias Reinout Schols, e-sporter
- Freek Golinski, badmintonner
- Jan Ieven, bassist
- Jo De Clercq, DJ en politicus
- Jos Bex, politicus
- Julie Van Gelder, acrogymnaste
- Paul D'Hoore, journalist
- Pieter Heemeryck, triatleet
- Rik Goris, wereldrecordhouder triple everesting
- Roeland Hendrikx, klarinettist
- Ruud Hendrickx, taalkundige
- Sander Armée, wielrenner
- Sandrine André, actrice
- Seppe Odeyn, multisporter
- Simon Bracke, voetballer
- Tonya Schamp, zangeres
- Vanessa Sterckendries, atlete
- Wouter Claes, badmintonner

### Overleden in Herent
- Willy Kuijpers, politicus
- Frans Lafortune, sportschutter[8]
- Gaston Geens, senator en gewezen minister-president van de Vlaamse Regering

## Partnersteden
- Nimlaha'kok (regio Cobán, Guatemala)[9]
- Nimlasachal (regio Cobán, Guatemala)[9]

## Nabijgelegen kernen
Leuven, Bertem, Meerbeek (Kortenberg), Erps-Kwerps (Kortenberg), Nederokkerzeel (Kampenhout), Buken (Kampenhout), Tildonk (Haacht), Wijgmaal (Leuven) en Wilsele (Leuven)